# Fernando Martínez de Guereñu Ochoa
Fernando Martínez de Guereñu Ochoa de Olano es un ex ciclista profesional español. Nació en Vitoria (Álava) el 2 de abril de 1963. Fue profesional entre 1987 y 1995 ininterrumpidamente.
Alternó el ciclismo en ruta con el ciclocrós. Su principal éxito como profesional fue la tercera plaza conseguida en la clasificación final de la Vuelta a Cantabria de 1990.

## Palmarés
No obtuvo victorias en el campo profesional.

## Resultados en Grandes Vueltas y Campeonato del Mundo
Durante su carrera deportiva ha conseguido los siguientes puestos en las Grandes Vueltas y en los Campeonatos del Mundo en carretera:
| Carrera         | 1987 | 1988 | 1989 | 1990 | 1991 | 1992 | 1993 | 1994 | 1995 |
| --------------- | ---- | ---- | ---- | ---- | ---- | ---- | ---- | ---- | ---- |
| Giro de Italia  | -    | -    | -    | -    | -    | -    | -    | -    | -    |
| Tour de Francia | -    | -    | -    | -    | -    | -    | -    | -    | -    |
| Vuelta a España | -    | -    | 29º  | 52.º | 20º  | Ab.  | -    | -    | -    |
| Mundial en Ruta | -    | -    | -    | -    | -    | -    | -    | -    | -    |

-: no participa

Ab.: abandono

## Equipos
- Kas (1987-1988)
- Helios-CR (1989)
- Puertas Mavisa (1990-1991)
- Wigarma (1992)
- Kas (1993-1994)
- Sport (1995)